# Kabala i Pardes
U Kabali se koristi model tumačenja poznat pod imenom Pardes (פָּרְדֵס) što je akronim sastavljen od naziva četiriju razina tumačenja: Pešat, Remez, Deraš i Sod. Model je za Kabalu značajan zbog toga što Kabala mnoga svoja tumačenja temelji upravo na jednoj od razina Pardes, a to je razina Sod. Na toj se razini traži ono najdublje i skriveno značenje nekog biblijskog teksta koje nije vidljivo od prve pri čitanju na razini doslovnog teksta, tj. Pešat. 

## Model Pardes
Pardes je hermeneutički model tumačenja kojega čine četiri koraka:
1. Pešat  (פְּשָׁט)  = doslovni smisao teksta;
2. Remez (רֶמֶז) = metaforički/alegorijski smisao;
3. Deraš (דְרַשׁ)  = od hebr. lidroš=istraživati; najčešće moralni, homiletički smisao;
4. Sod (סו֗ד)      = otkrivanje skrivenog, mističkog smisla u Kabali. 
Na primjeru biblijskog teksta iz Postanak 1,4:
| Svijet                    | PaRDeS | Odlike svijeta | Biblijski tekst |
| Acilut blizina Bogu       | Sod    | blizina Bogu, razmatramo Božji govor: buduća bića jesu izgovorena bića u govoru Božjem, što znači da je lik bića već prisutan u Božjem govoru. | Post 1,14: I reče Bog: “Neka budu svjetlila na svodu nebeskom da luče dan od noći, da budu znaci blagdanima, danima i godinama,...“ buduća svjetlila na nebu jesu izgovorena svjetlila u govoru Božjem, što znači da je lik svjetlila već prisutan u Božjem govoru. |
| Beria svijet stvaranja    | Deraš  | Što Bog stvara na toj razini? Iz samog sebe izvodi onu snagu koja će biti supstancijom budućeg bića                                            | Bog stvara svjetlo, izvodi ga iz svoje vlastite supstancije – onu snagu koja će biti oblikovana u buduća svjetlila. |
| Jecira svijet oblikovanja | Remez  | svijet oblikovanja; svijet u kojemu Bog iz svog uma izvodi likove budućih bića                                                                 | Bog iz svojeg uma izvodi oblik nebeskih tijela (Sunca i Mjeseca) koji će poslužiti oblikovanju prethodno proizvedene snage. |
| Asija svijet činjenja     | Pešat  | svijet stvorenih bića koja nastaju oblikovanjem (likovi iz svijeta Jecira) snage (iz svijeta Beria)                                            | svjetlo (iz svijeta Beria) zadobiva oblik (iz svijeta Jecira): oblikuje se snaga svjetla (ili: osnažuje se lik svjetlila) te nastaju dva svjetlila na nebu |

## Primjena modela Pardes

### U tumačenju biblijskog teksta –egzegeza
Pri tumačenju biblijskog teksta koristi se razina Sod, na pr. kad se u Bibliji spominje ljepota onda nju treba tumačiti tako kako je ona iz-govorena u Boga i, kako ju opaža duša Haja u svijetu Acilut. 
Prijevod Biblije ne bi trebao biti prijevod riječi kao zamjena riječi izvornog teksta riječima jezika na koji se tekst prevodi. Naprotiv, prijevod Biblije pretpostavlja prethodno odgonetavanje smisla izvornog teksta. No, koji je to smisao? 
Očito da bi taj smisao trebao znati onaj tko prevodi izvorni tekst, no, kako će on znati taj smisao i kako može biti siguran da je upravo on, prevoditelj, u posjedu pravog smisla? 
Smisao koji tražimo je onaj koji je sam Bog unio u riječi koje je pisao autor teksta, za Toru to je Mojsije. Primijenjeno na jednom primjeru – sam početak Biblije (Post 1,1): 
Izvorni tekst na hebrejskom glasi: Bәrešit bara elohim et hašamajim vәet ha arec.
Kada se tekst prevede odgovarajućom zamjenom riječi, dobije se: U početku stvori Bog nebo i zemlju.
No, što se dobije tim prijevodom? Na primjer,  riječ „bara“ zamijenjena je riječju „stvori“, a da se pritom nije mislilo što je autor htio izreći riječju bara, ili što označuje riječ „bara“ kad ona izriče Božje stvaranje. Uistinu, ta se riječ upotrebljava samo u kontekstu Božjeg  stvaranja, tako da izgovorom riječi „bara“ zapravo se hoće reći; On (Bog) stvori. A kakvo je to Božje stvaranje ne doznajemo ništa prevođenjem (zapravo zamjenom) riječi bara  riječju stvori.
Očito bi trebalo imati prethodno razumijevanje Božjeg stvaranja, pa dakle i čitave Tore (Petoknjižja); no, otkuda čovjeku to razumijevanje prije čitanja Tore?No, svaki prijevod Tore stvara navedeni problem kao neki začarani krug (hermeneutički krug).
Odgovor se može naći u Kabali koja nastoji pronaći onaj duboki, skriveni i tajni smisao biblijskog teksta, nazvan Sod razina tumačenja u hermeneutičkom modelu Pardes. Dakle, po Kabali, prijevod prve rečenice Postanka izgledao bi ovako:

| Držeći se teksta | Alternativno (prema knjizi Zohar)    |
| U početku (ili: s onim što je početak svega, a to je Mudrost) | B'rešit: S mudrošću                  |
| On – Elohim, stvori (bara) | Bara Elohim: On stvori bogove        |
| stvori tako što izgovori buduća bića, izvede iz sebe sama snagu potrebnu za stvaranje, iz svog uma izvede likove budućih bića i završi svoje stvaranje kao o-stvareni govor; |                                      |
| Nebo i zemlju. | Hašamajim v'et haarec: Nebo i zemlju |

Postavlja se pitanje: Tko je taj On impliciran u glagolu bara?
Jesu li to Elohim – bogovi, ili je to neizrecivi subjekt sveg stvaranja, uzvišen nad svim stvorenjima, i kao takav nepojmljiv čovjeku koji je i sam dio tog stvaranja, pa stoga i ne može pojmiti onoga koji prethodi i stvaranju čovjeka.

#### Primjer izMudrih izreka(Izreke1,20)
Transliterirani tekst glasi ovako: hokmot bahuc tarona barhovot titen kolah; Uobičajeni prijevod glasi: "Mudrost glasno uzvikuje na ulici, na trgovima diže svoj glas."
U skladu sa samom prirodom tumačenja u Kabali, smisao biblijskog teksta postigao bi se intuicijom najvišeg smisla sefirota, a to su Božji atributi; to zahtjeva jedno uzdizanje kroz sve razine tumačenja od pešat, preko remez, deraš i sod, što znači, kroz sljedeći postupak:
a) dobro pročitati što doslovno piše u tekstu;
b) kako bi se to isto moglo prikazati u prenesenom značenju, kao metafora ili alegorija;
c) koju homiletičku ulogu može zadobiti sadržaj teksta u oblikovanju naših poriva, želja, težnji, općenito naših životnih snaga?
d) na koji Božji atribut upućuje tekst? To je najviši smisao teksta.  Njega treba kontemplirati: gledati u sebi na način potpune zaokupljenosti tako da duša Haja bude uzdignuta do gledanja onog najboljeg u bitku, a to su Božji atributi emanirani kroz sefirote.
| Razina duše | Razina tumačenja u Pardes                                | Primjer iz Mudre izreke 1,20 |
| Nefeš       | pešat – doslovno                                         | “Mudrost glasno uzvikuje na ulici, na trgovima diže svoj glas.“ |
| Ruah        | remez – metaforičko, alegorijsko                         | Slika Mudrosti koja uzvikuje na ulici može poslužiti slikaru da naslika alegoriju Mudrosti – mudrost u liku žene. |
| Nešama      | deraš – moralno, homiletičko                             | Moralna pouka dana u mogućoj propovjedi (homiliji): Čovjek treba slušati mudrost koja dolazi od Boga |
| Haja        | sod – mističko to znači Kabala tumačenje najvišeg smisla | Što je, ili bolje tko je mudrost spomenuta u tekstu „hokmot bahauc harona“? U Kabali, mudrost – Hokma je zapravo sefira s tim nazivom, a sefira Hokma je Božji atribut mudrosti što ga Bog otpušta iz sebe da bi se on očitovao na svim razinama postojanja: razini stvaranja (Beria), razini oblikovanja (Jecira) i razini činjenja (Asija). |

#### Primjer iz knjige postanka,Post2,3:
Interesantno je osvrnuti se na uobičajeni prijevod teksta Post 2,3: „I blagoslovi Bog sedmi dan i posveti, jer u taj dan počinu od svega djela svoga koje učini.“ 
U izvorniku čitamo: Vajvarek Elohim et-jom hašvii, vajkadeš oto ki bo šavat mikol-melakto ašer-bara Elohim la'asot. Prevedeno vjerno izvorniku: "I blagoslovi Elohim sedmi dan i posveti ga jer u taj dan počinu od svega djela svoga koje Elohim stvori da se čini. 
Očito je da prevođenje tog teksta ovisi o tome kako shvaćamo Božje stvaranje: Je li Bog stvorio sve jednom zauvijek, konačno dovršio svoje stvaranje te u sedmi dan počinuo, ili je stvaranje neka vrst emanacije Božjih atributa pa je kao takvo podložno daljnjem dovršavanju kroz ljudsko činjenje – a upravo na tu drugu opciju upućuje infintiv la'asot (za činiti) u funkciji namjerne rečenice: da se dalje čini.

### Upsihologiji
Primjena PaRDeS će značiti da se polazi od neposredne danosti psihičkog života: „Ja nešto sada doživljavam“.
Psihički čin u svojoj neposrednoj očitovanosti predmet je tumačenja na razini Pešat. U skladu s Aristotelovim učenjem o duši, duša je na neki način re-prezentacija (nanovo uprisutnjenje) vanjskih bića (he psyhe ta onta pos esti panta) što znači da je duša je na neki način nanovo uprisutnjenje bića u:
njihovom vidu snage što čini duša Nefeš;
njihovom obliku (formi) što čini duša Ruah;
njihovoj logosnosti što čini duša Nešama;
njihovoj iz-govorenosti od Boga što čini duša Haja.
Smisao Remez
Ono što se tumači (psihički akt) neodjeljivo je od onog tko tumači (psihički subjekt). Pitanje: Što je narav (smisao) psihičkog akta kada se on promatra pod vidom njegove forme?
No, samo promatranje ima neku formu, stoga psihički čin pod vidom svoje forme biva tumačen  (psihičkim) činom promatranja kojem je isto tako inherentna forma! Dakle, forma u činu promatranja susreće se (dotiče) formu u predmetu promatranja koji je sam psihički čin. 
Smisao Deraš
Psihički subjekt svojim psihičkim činom pod vidom logosnosti – duša Nešama,  tumači sam psihički čin pod vidom logosnosti; znači, duša Nešama tumači svoje vlastite čine pod vidom njihove logosnosti. Koji je homiletički (deraš) smisao u tome?
Taj da duša treba poštovati svoju vlastitu umnost i njome se rukovoditi u susretanju dinamike (kretanje snaga) vanjskog svijeta, a to čini djelovanjem u vrlini.
Smisao Sod
Duša pod vidom svoje iz-govorenosti od Boga – duša Haja, tumači svoje vlastite čine pod vidom njihove iz-govorenosti od Boga. To više i nije tumačenje, nego je boravak (שָׁהוּת: šahut) subjekta tumačenja u objektu tumačenja: budući je u tom slučaju subjekt istovjetan objektu to ostaje samo boravak (šahut) kojeg je smisao: prisutnost onog prisustvujućeg u samom sebi, drugim riječima (već uobičajenima) to je svjesnost same svijesti o sebi samoj kao boravku u prostoru u kojem govori Bog. Najdublja tajna psihičkog čina jest to da je on – u svojoj najvišoj potenciji – svijest o onom što govori Bog, zapravo, svjesnost o samom govoru Božjem. Boravak duše Haja u samoj sebi i slušanje Boga čini bit molitve (t'fila).

## Vanjske poveznice
http://www.jewishencyclopedia.com/articles/11900-paradise